# Tina Modotti

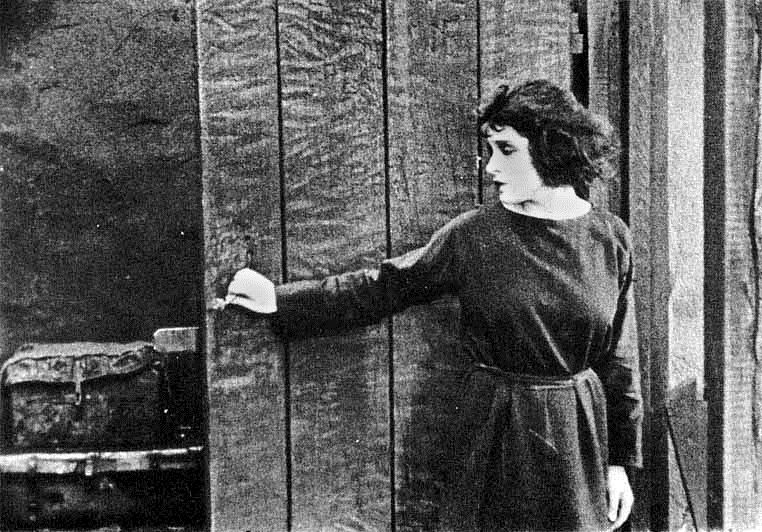
Tina Modotti

Tina Modotti (Assunta Adelaide Luigia Modotti Mondini), född 16 eller 17 augusti 1896 i Udine, Italien, död 6 januari 1942 i Mexiko, var en italiensk skådespelare och senare berömd fotograf, som deltog i kampen för de fattigas rättigheter i Mexiko.
Hon anses vara en av de viktigaste fotograferna i början på 1900-talet, och dessutom var hon en viktig och kontroversiell person beträffande kommunismen och världsfotografin.  Modottis fotografiska verk finns bevarade på de viktigaste instituten och museerna i världen, varav några är International Museum of Photography and Film at George Eastman House Rochester (New York), det äldsta fotografiska museet och Kongressbiblioteket (Library of Congress), Nationalbiblioteket i USA i Washington.

## Biografi

### Barndomen
Tina Modotti föddes i Udine, i kvarteret Borgo Pracchiuso, den 16 augusti 1896 (men datumet är registrerat den 17 augusti) i en arbetarfamilj som var anhängare av socialismen  i slutet av 1800-talet. Fadern, Giuseppe Modotti, var mekaniker och snickare, och modern, Assunta Mondini Saltarini, var hemmafru och sömmerska. Hon döptes den 27 januari 1897 och hennes gudfar var Demetrio Canal, som var skomakare till yrket och anarkisk socialist. Hennes hem var ett nedgånget tvåvåningshus och låg på via Pracchiuso 13.
Tina var bara två år när familjen av ekonomiska skäl tvingades att emigrera till Österrike. Där föddes de andra fyra syskonen: Valentina som kallades Gioconda, Jolanda Luisa, Pasquale Benvenuto och Ernesto, som dog vid tre års ålder av hjärnhinneinflammation (hans namn nämndes aldrig mer inom familjen). År 1905 återvänder de till Udine, där Tina går de första åren i skolan med goda studieresultat. När hon var tolv år började hon att arbeta i textilfabriken Raiser i utkanten av staden för att bidra till den stora familjens försörjning, sedan pappan hade emigrerat till Amerika för att leta efter arbete.  Hennes morbror Pietro Modotti har en fotostudio  och här börjar Tina att lära sig de första grunderna i fotografi. 

### Utvandringen till Amerika
I juni år 1913 lämnade hon Italien, trots att hon hade ett arbete på "Fabbrica Premiata Velluti, Damaschi e Seterie Domenico Raiser", för att söka upp sin far, utvandrare i USA i San Francisco, där hon snabbt hittade ett arbete på en textilfabrik. Under tiden ägnade hon sig också åt amatörteater där hon spelade med i verk av D'Annunzio, Goldoni och Pirandello.
År 1918 gifte hon sig med konstnären Roubaix de l'Abrie Richey, kallad "Robo". De flyttar till Los  Angeles för att göra karriär i filmbranschen.  
Modottis genombrott ägde rum 1920, med filmen The Tiger's Coat, den första av de tre filmer som hon medverkade i och för vilken hon fick ta emot publikens och kritikernas hyllning, mycket tack vare hennes esotiska utstrålning.  
Men "det sätt som hennes kropp och hennes ansikte marknadsfördes på fick Tina att avsluta det korta äventyret i Hollywood"
Tack vare sin man lärde hon känna fotografen Edward Weston och hans assistent Margrethe Mather. Inom ett år blev Modotti hans favoritmodell och i oktober år 1921  även hans älskarinna. När hennes man Robo samma år hade upptäckt hennes otrohet flydde han till Mexiko och följdes inom kort efter av Modotti, som tyvärr kom till  Mexico City alldeles för sent, för mannen var död sedan två dagar av smittkoppor (9 februari 1922). Hon återvände till Mexiko år 1923 tillsammans med  Weston och ett av hans fyra  barn och resten av familjen lämnade han i Amerika.

### Tiden i mexiko

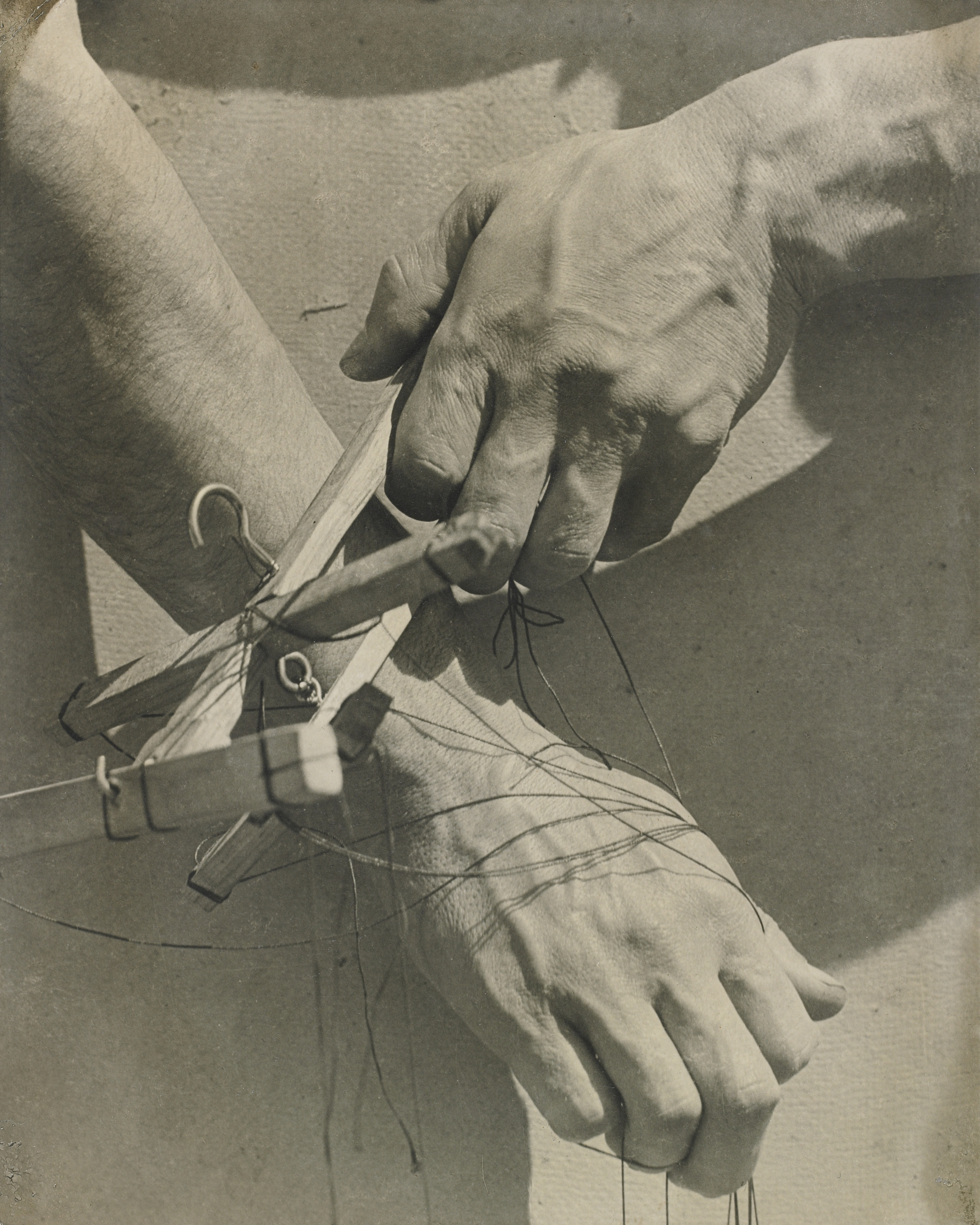
Ett foto taget av Modotti år 1929: ”Dockteatermästarens händer” Mexico City, som idag finns på Minneapolis Institute of Art i USA

Modotti och Weston kom snabbt i kontakt med den konstnärliga kretsen bohèmien i huvudstaden och använde sig av de nya kontakterna för att skapa och utveckla sin kundkrets av porträtt. 
Dessutom lärde Modotti känna olika personer inom kommunismens radikala vinge, bl.a. de tre  tjänstemännen från det mexikanska kommunistpartiet, som hon också hade kärleksrelationer med, Xavier Guerrero, Julio Antonio Mella och Vittorio Vidali.
Hon var väninna med och troligen också älskarinna till konstnären Frida Kahlo, militante kommunist och feminist i Mexiko under 1920-talet. 
År 1927 skrev hon in sig i PCM och påbörjade den mest intensiva perioden i hennes politiska aktivitet. Under denna tid börjar hon att arbeta som fotograf. 
Man tror att Modotti lärde sig att fotografera när hon fortfarande bodde i Italien, där hennes morbror Pietro hade en fotostudio. Flera år senare, i USA, öppnade hennes pappa en liknande studio i San Francisco, vilket fick hennes intresse för denna konstform att växa. Det var främst relationen med Weston som fick henne att öva sig och förbättra sina kunskaper, tills hon blev en internationellt erkänd artist. Den mexikanska fotografen Manuel Alvares Bravo delade upp Modottis karriär i två perioder: den romantiska och den revolutionära. Den första perioden inkluderar tiden som hon tillbringade med Weston som assistent i mörkrummet, sedan som kontorist, och till slut som kreativ assistent. Tillsammans öppnade de en porträttstudio i Mexico City och fick i uppdrag att resa runt i Mexiko  för att fotografera bilder som sedan publicerades i boken Idols Behind Altars, av Anita Brenner. Under denna period blev Modotti utvald som ”officiell fotograf” för den mexikanska murarrörelsen och gjorde verken av José Clemente Orozco och Diego Rivera odödliga. Många av blomsterfotografierna togs under den perioden.
I december år 1929 blev en av hennes utställningar publicerad som "Den första revolutionära fotografiska utställningen i Mexiko", vilken var höjden på hennes karriär som fotograf. Ungefär ett år senare var hon tvungen att lämna sin kamera efter att hon blivit utvisad från Mexiko och sedan tog hon inga fler bilder, förutom några få undantag, under de resterande tolv åren av sitt liv.

## Filmografi, i urval
- 1920 - The Tiger's Coat
- 1921 - Riding with Death
- 1922 - I Can Explain